# Rejon achwachski
Rejon achwachski (ros. Ахвахский район, aw. ГӀахьвал мухъ) – jednostka administracyjna wchodząca w skład Dagestanu w Rosji.
Centrum administracyjnym rejonu jest wieś (ros. село, trb. sieło) Karata.

## Geografia
Powierzchnia rejonu wynosi 291 km² i znajduje się on w południowo-zachodniej części Dagestanu. Graniczy z rejonem botlichskim, chunzachskim, szamilskim i cumadyńskim wchodzącymi w skład Dagestanu.
Jest to najmniejszy pod względem powierzchni rejon Dagestanu.

## Demografia
W 2021 roku rejon zamieszkiwało 24 448 osób.
Grypy etniczne i narodowości w 2010 roku:
- Awarowie – 10 474 (47,6%)
- Achwachowie – 6 809 (30,9%)
- Karatajowie – 4 593 (20,9%)
- inny – 138 (0,6%)